# 千田泰広
千田 泰広（ちだ やすひろ、1977年11月23日 - ）は、日本の芸術家。神奈川県出身。

## 来歴
- 2016年、チェコ最大の芸術祭SIGNALにアジア圏より初参加。
- 2017年および2018年、世界最高峰のライト・アート・フェスティバル、Amsterdam Light Festival（オランダ）に参加。
- 2018年、チェコスロパキア建国100年を記念するRE:PUBLIKA Festivalではミュシャの〈スラヴ叙事詩〉とともに展示された2人の作家の1人となる。
- 2019年、International Light Art Award 2019（ドイツ）ファイナリスト、オーディエンス賞。Artdex「世界の優れた9人のライトアーティスト」の１人に選ばれる。同年より参加したWonderspaces（アメリカ）は全米の没入型展示で２位に選ばれる。
- 2021年、世界最大のライトフェスティバルFete des Lumiere（フランス）に参加。
- 2023年、南仏最大の観光地Pont du Gard にて大回顧展を開催。欧州を中心に世界各国で活動。作品は世界最大のライトアートコレクション、LAC（オランダ）、Palm Heights（ケイマン諸島）、Artshifters（チェコ）などにコレクションされている。日本国内では、プラネタリア東京（有楽町）、種子島宇宙芸術祭（鹿児島）、市原アートミックス（千葉）などにコレクションされている。

## 人物
小学２年、国語の授業で、こう書けば大人は喜ぶだろうという詩を書いたところ市から賞をもらう。小学5年、1枚の地図から話を考える授業で原稿用紙80枚を超える物語を書く。小学5、6年に朝日新聞主催の創作おもちゃコンクールに夏休みの宿題として制作した魚釣りゲーム、および表情の変わるスロットマシンを出して2年連続受賞する。中学時代からは作曲、バンド活動に傾倒。高校を中退し、大検を経て予備校へ。国立理系のコースに通っていたが、当時の予備校の事務の人になぜか美大の案内を渡される。受験勉強時に病気になり四国の病院へ入院。受験を諦めたときに前述の案内を見つけ武蔵野美術大学建築学科に入学。２つの学内コンペでどちらも一等を取った。1ヶ月ほどで中退するが、土屋公雄の授業で、ウォルター・デ・マリア「Lightning field」、リチャード・ロング「Walking line in Peru」、ジェームズ・タレル「Roden crator」などの作品を知る。それらの作品から直接影響は受けてはいないが、「この地球で、なんでもやっていいんだ」と思わされ、後に空間作品を作り始める。劇団、Tsumazuki no ishiなどの舞台に立ちながら、音楽活動を続ける。徐々に美術活動へシフトしていき、アルバイトなどをしながらコンペの賞金で生活をする。

## 作風
高所登山やアイスクライミング、ケイビングなどの経験から、「空間の知覚」と「体性感覚の変容」を主題としたインスタレーション作品を制作。つくることより、つくる痕跡を消していくことで作品をつくる。使用する材料と目にする作品が異なった質感をあらわし、日常生活で感じることのできない、それでいて脈々とからだに記憶された空間に浸るような気づきと心地良さを得られる。

## 受賞歴
- 2019年 International light art award 観客賞 センターフォーインターナショナルライトアート（ウナ、ドイツ）
- 2018年 Life geek award 空間作品賞 （上海、中国）
- 2015年 Arte Laguna Prize （ヴェニス、イタリア）
- 2014年 スマートイルミネーション横浜 観客賞 （神奈川、日本）

## コレクション
2023年
- [Analemma] 市原アートミックス（千葉、日本）

2022年
- [Analemma] プラネタリア東京（東京、日本）
- [Aftereal] [Spectrum] [Brocken 6] パームハイツ （ケイマン諸島） Cayman island
- [Brocken 5.6] Art Shifters（ピルゼン、チェコ）

2019年
- [Brocken 5] 宇宙芸術祭（鹿児島、日本）
- [Myrkviðr][Brocken 5]  ワンダースペーシーズ（ロサンゼルス、アメリカ）

2018年
- [Aftereal] ライトアートコレクション（アムステルダム、オランダ）

2017年
- [Myrkviðr] 宇宙芸術祭（鹿児島、日本）
- [Brocken 6 A] ライトアートコレクション（アムステルダム、オランダ）

2016年
- [900,000km/s] 志賀高原ロマン美術館（長野、日本）
- [Brocken 5.1] Depo2015（ピルゼン、チェコ）

## 展示
2023年
- Ushiku Redesign Project（千葉、日本）
- AAIC（岐阜、日本）
- 個展「Light as space」Pont du Gard （フランス）
- Lux Helsinki（ヘルシンキ、フィンランド）

2022年
- Tesla Light Gallery（ノヴィサド、セルビア）
- Urban Short Film Festival XPM（長沙、中国）
- Lumieres! la Villette（パリ、フランス）
- 種子島宇宙芸術祭（鹿児島、日本）
- トビチ美術館（長野、日本）
- Re:Shinbizm（長野、日本）
- PRISMA（アヴェイロ、ポルトガル）
- EVILIGHTUNGEN（ヒルデスハイム、ドイツ）
- L’ososphere（ストラスブール、フランス）
- VARY ZÁŘÍ（カルロヴィバリー、チェコ）
- 両国アートフェスティバル（東京、日本）
- Constellations de Metz（メッス、フランス）
- BLIK BLIK（ピルゼン、チェコ）
- 個展「視野の外は何色か？」Gallery A4（東京、日本）
- Bright Brussels（ブリュッセル、ベルギー）
- 個展 松本アートセンター（長野、日本）

2021年
- RGB Light experience（ローマ、イタリア）
- Fête des Lumières（リヨン、フランス）
- 個展 Palm Heights（ケイマン諸島）
- パルコ de 美術館 松本市美術館（長野、日本）
- Taiwan Light Festival 2021 台湾国立美術館（台中、台湾）
- Wonderspaces Scottsdale（アリゾナ、アメリカ）

2020年
- Time perception（上海、中国）
- Kunst Fest Spiele（ハノーファー、ドイツ）
- Blooming festival（ペルゴラ、イタリア）
- 種子島宇宙芸術祭（鹿児島、日本）
- Chapter break（上海、中国）
- Wonderspaces Austin（アリゾナ、アメリカ）
- LUMINALE 2020（フランクフルト、ドイツ）
- Wonderspaces Philadelphia（ペンシルベニア、アメリカ）
- Yuejin Lantern Festival 2020（台南、台湾）
- 個展「イメージからの解放」武蔵野市立吉祥寺美術館（東京、日本）

2019年
- E22 Mobility（リオデジャネイロ、ブラジル）
- PRISMA（アベイロ、ポルトガル）
- 種子島宇宙芸術祭（鹿児島、日本）
- Into The Great Wild Open（フリーラント、オランダ）
- Wonderspaces（サンディエゴ、アメリカ）
- 個展「千田泰広展」安曇野市豊科近代美術館（長野、日本）

2018年
- 個展/Nieuwenmeer（アムステルダム、オランダ）
- RGB Light Festival（ローマ、イタリア）
- Amsterdam Light Festival（アムステルダム、オランダ）
- Park light（アムステルダム、オランダ）
- Hong Kong Plus light festival（香港）
- Metamorphosis/HerderRaumFurKunst（ケルン、ドイツ）
- 種子島宇宙芸術祭（鹿児島、日本）
- Biela Noc festival/Bratislava（コシツェ、スロバキア）
- Open studio/Echangeur22（アヴィニョン、フランス）
- Extension labyrinth/La Chartreuse（アヴィニョン、フランス）
- Festival RE: PUBLIKA（ブルノ、チェコ）
- Final exhibition/長野県信濃美術館（長野、日本）
- シンビズム/木曽 御料館（長野、日本）
- 個展/Echangeur22（アヴィニョン、フランス）

2017年
- 個展/Tenri Gallery（ケルン、ドイツ）
- Amsterdam Light Festival（アムステルダム、オランダ）
- スマートイルミネーション横浜（神奈川、日本）
- アートはサイエンス/軽井沢ニューアートミュージアム（長野、日本）
- 影炎/アートスタジオDungeon（東京、日本）
- 種子島宇宙芸術祭（鹿児島、日本）
- メタモルフォーシス展/ギャラリー82（長野、日本）
- 個展/gallery camellia（東京、日本）

2016年
- テント村#6/art & river bank（東京、日本）
- Signal Festival/Cestmir Suska Studio exhibition（プラハ、チェコ）
- BLIK BLIK light festival（プルゼニ、チェコ）
- Behind Ghost In the Cell/金沢21世紀美術館（金沢、日本）

2015年
- テント村#5/art & river bank（東京、日本）
- 種子島宇宙芸術祭（鹿児島、日本）
- 六甲ミーツ・アート 芸術散歩（兵庫、日本）
- スマートイルミネーションみどり（神奈川、日本）
- スマートイルミネーション横浜（神奈川、日本）
- 宇宙をみる眼/志賀高原ロマン美術館（長野、日本）

2014年
- テント村#4/art & river bank（東京、日本）
- 信濃大町 食とアートの廻廊（長野、日本）

2013年
- Myrkvidr 38.44r/Kalama Park,（長野、日本）
- 個展「Myrkviðr 〜意識と景色〜」軽井沢ニューアートミュージアム（長野、日本）

2010年
- 文化育成事業/豊科近代美術館（長野、日本）

2009年
- 神戸ビエンナーレ 国際コンペティション（兵庫、日本）
- 個展/8 link studio（長野、日本）

2008年
- 個展/gallery.sora.（東京、日本）
- 二人展「作ること 作られるもの」碌山公園研成ホール（長野、日本）

2006年
- depositors meeting/art and riverbank（東京、日本）

2004年
- 個展/Photographer’s gallery（東京、日本）

2003年
- Kalamatoria 00/多摩川河川敷（東京、日本）
- 2002年
- 個展/Space mu（東京、日本）